# Pureun sogeum
Pureun sogeum (푸른소금?), noto anche con il titolo internazionale Hindsight, è un film del 2011 scritto e diretto da Lee Hyun-seung.

## Trama
Yoon Doo-hun è un ex-gangster che tenta di rifarsi una vita e sogna di aprire un ristorante; l'uomo conosce la giovane Jo Se-bin, una giovane ragazza costretta a fare il sicario. Improvvisamente il passato rientra nella vita dell'uomo.

## Distribuzione
In Corea del Sud la pellicola è stata distribuita dalla CJ Entertainment, a partire dal 31 agosto 2011.